# Mireille Hartuch
Mireille Hartuch (* 30. September 1906 in Paris; † 29. Dezember 1996 ebenda) war eine französische Sängerin, Komponistin und Schauspielerin. Ihr Künstlername war Mireille. 

## Leben
In Paris als Kind jüdischer Eltern geboren, wuchs sie in einem musikalischen Umfeld auf. Als Jugendliche begann sie, im Theater aufzutreten, und für diese Gelegenheiten auch Musik zu komponieren. Sie studierte am Konservatorium und hatte Auftritte am Odéon und der Bouffes-Parisiens. Als sie 1928 den Texter Jean Nohain kennenlernte, war der Grundstein für ihren langjährigen Erfolg gelegt. Mit Nohain zusammen schrieb sie rund 600 Chansons.
Einem zweijährigen Aufenthalt in New York folgte der Beginn ihrer Filmkarriere in Hollywood, wo sie u. a. mit Douglas Fairbanks junior und Buster Keaton vor der Kamera stand. Als Pianistin begleitete sie 1932/33 Jean Sablon. Zu ihren in Frankreich sehr populären Varieté-Klassikern gehörten komödiantisch konzipierte Stücke wie Couché dans le foin, Le petit chemin, Une Demoiselle sur une balancoire, Quand un vicomte und Papa n'a pas voulu.
1937 heiratete sie den Schriftsteller Emmanuel Berl, mit dem sie sich drei Jahre später im Zweiten Weltkrieg in der südfranzösischen Region Limousin vor den deutschen Besatzern verstecken musste und dort in der Résistance-Bewegung aktiv wurde.
Nach dem Krieg pflegte Mireille Freundschaften mit Jean Cocteau, Albert Camus und André Malraux. Sie trat bis 1976 als Sängerin auf. Ihr Freund Sacha Guitry regte die Gründung des Petit Conservatoire de la chanson an, eines privaten Konservatoriums, das 1955 eröffnet wurde und an dem sie zahlreiche Nachwuchssänger ausbildete und im Hörfunk (1955 bis 1960) und Fernsehen (1960 bis 1974) in wöchentlichen Sendungen präsentierte, darunter Françoise Hardy, Alain Souchon, Sapho, Serge Lama, Yves Duteil, Frida Boccara, Julien Clerc, Hugues Aufray.
Mireille Hartuch liegt auf dem Friedhof von Montparnasse begraben.